# August Schagerström
August Fredrik Schagerström, född den 20 januari 1851 i Uppsala, död där den 9 maj 1938, var en svensk skolman och språkforskare. 
Schagerström blev 1869 student vid Uppsala universitet, filosofie kandidat 1873 och docent i nordiska språk 1880. Han promoverades 1881 till filosofie doktor. Schagerström blev adjunkt 1883. Han var 1886–1889 rektor vid läroverket i Enköping och beklädde 1889–1902 samma ämbete i Hudiksvall. Han var lektor i modersmålet och tyska vid högre allmänna läroverket i Uppsala 1903–1917. Schagerström författade ett stort antal arbeten i svensk språkhistoria och folkloristik. I Upplysningar om Vätömålet i Roslagen påvisade han att kasusböjning fanns i detta mål. Schagerström vilar på Uppsala gamla kyrkogård.